# Licia y Panfilia
La provincia romana de Licia y Panfilia (en latín, Lycia et Pamphylia) fue el nombre de una provincia del Imperio romano ubicada en el sur de Anatolia. 

## Historia
La provincia Licia y Panfilia fue creada por el emperador Vespasiano, quien fusionó Licia, que había sido organizada como provincia en 43 por Claudio, y Panfilia, que formaba parte de la provincia de Galacia, en una sola unidad administrativa ca. 74, como provincia imperial.
La provincia fue visitada en 129 por el emperador Adriano. En 141 un devastador terremoto afecto a la provincia, dañando gravemente las principales ciudades, que fueron reconstruidas con ayuda imperial de Antonino Pío y, sobre todo, mediante la generosidad de un notable local, llamado Opramoas de Rodiápolis. Adriano o Antonino Pío añadieron Pisidia a la provincia, mientras que, por voluntad de Marco Aurelio, fue convertida en 165 en provincia senatorial.
Las ciudades principales fueron:
- Enoanda
- Fasélide
- Patara, capital de la provincia.
- Pinara
- Olimpo
- Mira
- Side
- Tlos
- Janto

Bajo las reformas administrativas del emperador Diocleciano, la provincia de Licia y Panfilia fue nuevamente separada en dos unidades que pertenecían a la diócesis de Asia, y, desde Constantino I, parte de la Prefectura del pretorio de Oriente.

## Lista de gobernadores romanos de Licia y Panfilia

El Imperio romano bajo el gobierno de Adriano (117-38) muestra la provincia senatorial de Lycia et Pamphylia al sur de Anatolia

### Julio-Claudios
- Quinto Veranio 43-48
- Tito Clodio Eprio Marcelo 53-56
- Sexto Marcio Prisco 67-70[4]

### Flavios
- Marco Hirrio Frontón Neracio Pansa 70-72
- Cneo Avidio Celer Fiscilino Firmo 72-74
- Lucio Luscio Ocrea 74-76
- Marco Petronio Umbrino 76-78
- Tito Aurelio Quieto 78-81
- Cayo Caristanio Frontón 81-84
- Publio Bebio Itálico 84-87
- Cayo Ancio Aulo Julio Cuadrato 89-93
- Lucio Domicio Apolinar 93-96

### Antoninos
- Lucio Julio Marino Cecilio Símplice 96-99
- Cayo Trebonio Próculo Metio Modesto 99-103
- Quinto Pompeyo Falcón 103-105
- Lucio Julio Frugi 113-115
- Cayo Trebio Máximo 115-117
- Tito Pomponio Antistiano Funisulano Vetoniano 117-120
- Cayo Valerio Severo 120-124
- Marco Flavio Apro 124-127
- Publio Sufenate Vero 127-130
- ? Mettio Modesto 130-133
- [Domici]o Séneca 133-136
- Tito Calestrio Tiro Julio Materno 136-138
- Cneo Arrio Cornelio Próculo 138-140
- Julio Aquilino ? 140-?141/2[5]
- Décimo Junio Peto ?141/2-?143
- Quinto Voconio Saxa Fido ?143-147
- Cayo Julio Avito 147-149
- Décimo Ruplio Severo 149-?151
- Julio Próculo (documentado para septiembre de 152)
- Cayo Séptimo Severo (entre 153 y 160)
- Publio Vigelio Saturnino 162/163-164/165
- Licinio Prisco (documentado en 23 de marzo de 178)

### sigloIII
- Cayo Julio Tario Ticiano (c. 202-205)
- Tiberio Polenio Armenio Peregrino 244